# Луций Публилий Волерон Филон Вульск
Луций Публилий Волерон Филон Вульск (лат. Lucius Publilius Voleronis Philo Vulscus; V—IV века до н. э.) — римский политический деятель из плебейского рода Публилиев, один из шести военных трибунов с консульской властью 400 года до н. э. (и один из трёх трибунов-плебеев). О его деятельности на этом посту источники ничего не сообщают.